# CCSDS
Consultative Committee for Space Data Systems (CCSDS, Международный Консультативный Комитет по космическим системам передачи данных) — международный комитет, образованный в 1982 году. В настоящее время объединяет 11 космических агентств, 28 агентств-наблюдателей и более 140 индустриальных групп. Комитет занимается разработкой стандартов и рекомендаций для космических информационных систем.
Целями комитета являются: развитие возможностей взаимодействия между различными космическими агентствами и уменьшение стоимости разработок космических проектов.

## Члены комитета
На настоящее время право голоса в CCSDS имеют следующие члены:
- Бразилия — Национальный институт космических исследований[англ.] (INPE)
- Канада — Канадское космическое агентство (CSA)
- Китай — Китайское национальное космическое управление (CNSA)
- Европейский союз — Европейское космическое агентство (ESA)
- Франция — Национальный центр космических исследований (CNES)
- Германия — Германский центр авиации и космонавтики (DLR)
- Италия — Итальянское космическое агентство (ASI)
- Япония — Японское агентство аэрокосмических исследований (JAXA)
- Россия — Роскосмос
- Великобритания — Космическое агентство Великобритании (UKSA)
- США — Национальное управление по аэронавтике и исследованию космического пространства (NASA)

## Типы рекомендаций
Комитет CCSDS разрабатывает рекомендации по стандартизации, которые называются Blue Books, для:
- Уменьшения стоимости выполнения космических программ
- Возможности взаимодействия при поддержке программ
- Улучшение понимания данных, связанных с космосом
- Сохранение и архивация собранных данных

Типы отчетов комитета имеют цветовую кодировку:
- Синий: Рекомендуемые стандарты
- Пурпурный: Рекомендуемые практические применения
- Зеленый: Информационные отчеты
- Оранжевый: Экспериментальные спецификации
- Желтый: Протоколы, административные документы
- Серый (серебряный): Устаревшие документы

## Рекомендации
Для каналов связи Земля-КА и КА-Земля CCSDS рекомендует:
- избегать использовать типы модуляции, не устойчивые к доплеровскому сдвигу, например такие как FM
- избегать коды коррекции ошибок с производительностью ниже чем у кода-А (7, 1/2) программы Вояджер
- использовать стандарты сжатия изображений на основе вейвлет-преобразования, например ICER или JPEG2000

## Важнейшие стандарты
- CCSDS Advanced Orbiting System (AOS)
- CCSDS File Delivery Protocol (CFDP)
- CCSDS Image Compression standard CCSDS 122.0-B-1
- Packet Telemetry
- Producer Archive Interface Methodology Abstract Standard (PAIMAS)
- Proximity-1 Space Link Protocol
- Spacecraft Monitoring & Control (SM&C)
- Space Link Extension Services (SLE)
- Space Communications Protocol Specifications (SCPS)
  - SCPS-FP — расширения протокола FTP
  - SCPS-TP — расширения протокола TCP для каналов с большими задержками, большими потерями и значительной асимметрией. Опции SCPS-TP являются зарегистрированными в Internet Assigned Numbers Authority (IANA), таким образом SCPS-TP совместим с иными реализациями TCP
  - SCPS-SP — протокол шифрования, сходный с IPsec
  - SCPS-NP — сетевой протокол с низкими накладными расходами, сходный но не совместимый с протоколом IP
- Telemetry Channel Coding
- XML Telemetric and Command Exchange (XTCE)